# Засапожный нож

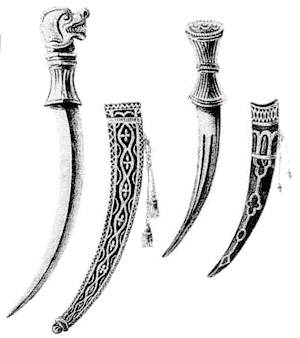
Засапожные ножи (по изданию «Историческое описаніе одежды и вооруженія россійскихъ войскъ.» СПб, 1900)

Засапо́жный нож (засапо́жник) — нож, носимый за голенищем сапога. Предполагаемые характеристики — клинок — четырёхгранный, вогнуто-выпуклый, обоюдоострый (длина — 25 см; максимальная толщина — 0,7 см), рукоять — круглая, без крестовины (длина — 10-13 см). Обладает высокой проникающей способностью. Оставляет глубокие и узкие колотые раны. Конструкция клинка позволяет наносить рубяще-режущие (как саблей) и режуще-секущие (как ятаганом или керамбитом) удары. Впервые упомянут в «Слове о полку Игореве» (в качестве оружия):

…тіи бо бес щитовь съ засапожникы кликомъ плъкы побѣждаютъ, звонячи въ прадѣднюю славу…— Слово о полку Игореве
Из текста следует, что войско Ярослава Всеволодовича в состоянии победить противника без защитного вооружения (щитов) с применением какого-то, как понятно из контекста, малоэффективного оружия (либо вообще не оружия) — засапожников и своим кликом (аналог выражения «шапками закидать»). Общепринятое толкование, вошедшее практически во все переводы «Слова…», называет засапожник «засапожным ножом».
Логично допустить, что засапожник представлял собой вспомогательный инструмент и (или) «оружие последнего шанса», по аналогии с шотландским ножом скин ду, носимым за отворотом чулка. Засапожный нож, вероятнее всего, использовался кавалеристами для правки стрел (пехотинцу сложно достать такой нож, а у кавалериста он «под рукой»).
На основании археологических источников можно считать, что в Древней Руси времён «Слова…» основной формой ножа был небольшой прямой клинок, клиновидный в сечении, изготовленный высокотехнологичными методами (кузнечная сварка разнородных материалов). Наиболее распространённая длина ножа — 120-210 мм, толщина обуха — 4-5 мм.
В захоронениях этого времени встречаются ножи в районе голени, но однозначно связать их с засапожным ножом не удаётся, хотя подобные попытки предпринимаются неоднократно:

Тут на Юрьевой Горе возвышался курган, в котором погребён был воин. Раненый, вероятно, в голову, он лежал без шишака. На груди — железная кольчуга, с разными шейными украшениями. У правого бедра — сабля в ножнах, обтянутых басемным серебром, золотое кольцо прикрепляло её к поясу; на коленях — круглые серебряные наколенники. У правой ноги — засапожный нож. У левого плеча — колчан с железными стрелами, саадак и обломки лука.— Уваров А. С. «Известие Графа А. С. Уварова, о курганах Владимирской губернии» // «Владимирские губернские ведомости» — 1857. — 19 января (№ 3). — С. 15—16.
Некоторые исследователи «Слова…» (А. В. Арциховский, А. К. Югов, А. А. Дмитриев) предполагают, что именно внезапно вынутым засапожным ножом Мстислав Храбрый зарезал Редедю.
Вероятно, в связи с интересом к «Слову…» в середине XIX-начале XX веков в исторической литературе («Историческое описаніе одежды и вооруженія россійскихъ войскъ», 1840-е гг., П. П. фон Винклер. «Оружіе». СПб, 1894 г.) появляются попытки реконструкции легендарного засапожного ножа в виде, близком персидскому кинжалу, что является явным анахронизмом.
Для удобства вынимания ножа из-за голенища реконструкции засапожника снабжаются плетёной кистью темляка.
Практика ношения ножа в обуви широко известна у разных народов в разные времена. Так, в «Книге назидания» Усамы ибн Мункыза, времени, близкого к «Слову…», упоминается о ближневосточной традиции ношении кинжала в сапоге. За голенищем сапога носили свои ножи и южноамериканские пастухи-гаучо. Согласно этнографическому материалу, собранному Владимиром Далем, в XIX веке ношение ножа за голенищем сапога было довольно распространено и вошло в фольклор:

Запаслив: в рукаве кистень, в голенище засапожник.
В годы после Октябрьской революции 1917 года «финский нож», скрытый в сапоге, стал восприниматься как обязательный атрибут бандита. В качестве аналога засапожника можно рассмотреть и отдельный тип нескладных ножей и кинжалов в англоговорящих странах «boot knife» (дословно англ. «ботиночный нож»).
Существуют гипотезы, вообще отрицающие связь засапожников с ножами. Так, В. П. Тимофеев предлагает считать засапожники плетьми или нагайками, уставное ношение которых в сапоге сохраняется по настоящее время в казачьих подразделениях.